# Episodi di La otra mirada (prima stagione)
La prima stagione della serie televisiva spagnola La otra mirada (in italiano, L'altro sguardo; inizialmente chiamata Alma Mater), composta da 13 episodi, è stata trasmessa su La 1 dal 25 aprile al 25 luglio 2018.
In Italia la stagione è inedita.
| nº | Titolo originale               | Prima TV Spagna | nº | Prima TV Italia |
| -- | ------------------------------ | --------------- | -- | --------------- |
| 1  | Tabaco, pantalones y jazz      | 25 aprile 2018  |    |                 |
| 2  | Un voto de confianza           | 2 maggio 2018   |    |                 |
| 3  | Retratos en tonos pastel       | 9 maggio 2018   |    |                 |
| 4  | Derecho a la intimidad         | 16 maggio 2019  |    |                 |
| 5  | La vida que quiero vivir       | 23 maggio 2018  |    |                 |
| 6  | Una segunda oportunidad        | 30 maggio 2018  |    |                 |
| 7  | Pienso en mí                   | 6 giugno 2018   |    |                 |
| 8  | La primera y la última palabra | 20 giugno 2018  |    |                 |
| 9  | Viacrucis                      | 27 giugno 2018  |    |                 |
| 10 | Déjalo ir                      | 4 luglio 2018   |    |                 |
| 11 | El espejo en el que me miro    | 11 luglio 2018  |    |                 |
| 12 | Ser mujer                      | 18 luglio 2018  |    |                 |
| 13 | Alma máter                     | 25 luglio 2018  |    |                 |

## Tabaco, pantalones y jazz
- Titolo originale: Tabaco, pantalones y jazz
- Diretto da: Luis Santamaría
- Scritto da: Jaime Vaca & María López Castaño

### Trama
Siviglia, 1920. Teresa, una donna di quarant'anni, arriva a Siviglia in fuga dal misterioso omicidio dell'ambasciatore spagnolo a Lisbona e sulle tracce di un nome: Roberta Luna, studentessa dell'accademia femminile della città. Cercando di raccogliere informazioni sulla giovane donna, Teresa decide di spacciarsi per insegnante e fa domanda per un posto all'Accademia. Dopo aver sorpreso la nuova direttrice Manuela con le sue idee progressiste e la sua nuova mentalità, Teresa ottiene l'incarico e diventa una delle insegnanti dell'Accademia. Tuttavia, non tutto sarà così facile per Teresa, poiché lì incontra l'opposizione della sua compagna più esperta, Luisa, e la demotivazione di alcuni studenti che non hanno mai ricevuto un'educazione che li aiuti a pensare e usare se stessi.
- Ascolti Spagna: telespettatori 1 620 000 – share 9,60%[2].

## Un voto de confianza
- Titolo originale: Un voto de confianza
- Diretto da: Pablo Guerrero
- Scritto da: María López Castaño & Alberto Manzano Ruiz

### Trama
La facoltà dei docenti è coinvolta in una crisi in cui Manuela mette a disposizione di un referendum la sua posizione di direttrice. Senza pensarci un attimo, Luisa decide di candidarsi e diventa la principale rivale di Manuela per la gestione del centro. In questo modo studenti e docenti sono coinvolti in un confronto di idee, soprattutto perché le ragazze vogliono far valere i propri diritti e poter votare al referendum. Tuttavia, Luisa ha i suoi problemi in casa con suo figlio Arcadio, un uomo pigro che tratta sua madre come una schiava. Roberta, invece, deve affrontare le conseguenze dopo essere fuggita dall'accademia, mentre Flavia nasconde a tutte le sue compagne la storia d'amore che ha con il fratello minore dei Peralta: Tomás.
- Ascolti Spagna: telespettatori 1 674 000 – share 10,10%[3].

## Retratos en tonos pastel
- Titolo originale: Retratos en tonos pastel
- Diretto da: Fernando González Molina
- Scritto da: Alba Lucio

### Trama
Angela va in uno studio di pittura insieme alla sua numerosa famiglia per fare un ritratto. Lì diventa intima con Paula, un'artista che risveglia nei suoi sentimenti che fino ad ora non conosceva. Nel frattempo, a scuola, Angela stessa dirige l'organizzazione della Fall Dance, ma i suoi sentimenti incipienti per Paula, la pittrice, e la paura di non soddisfare ciò che ci si aspetta da lei, fanno vivere l'insegnante in un mare di nervi costanti che finisce per esplodere nel momento peggiore possibile.
Teresa, invece, incontra Nildo, una vecchia conoscenza di Lisbona che sembra cercare qualcosa di più dell'amicizia e che scatena i dubbi e le perplessità del nuovo insegnante sul disastroso evento accaduto nella capitale portoghese. Intanto Flavia e Tomás vivono intensamente il loro amore senza sapere che presto saranno costretti a separarsi. Infine, nonostante la punizione sia revocata, Roberta non vuole andare al Fall Ball; qualcosa che i suoi compagni non possono capire.
- Ascolti Spagna: telespettatori 1 750 000 – share 10,70%[4].

## Derecho a la intimidad
- Titolo originale: Derecho a la intimidad
- Diretto da: Pablo Guerrero
- Scritto da: Mario Parra

### Trama
Mentre Angela cerca di affrontare i propri problemi, gli insegnanti scoprono che gli studenti ricevono per posta una fanzine erotica. Per questo motivo il corpo docente decide che Luisa dia una lezione sul sesso agli studenti, ma si rivela un clamoroso fallimento. Luisa non ha altra scelta che accettare l'aiuto della persona di cui si fida meno in tutto il chiostro: Teresa.
Manuela ha i suoi problemi in casa: suo marito Martín è determinato ad avere un bambino, cosa di cui il giovane regista non sembra del tutto convinto.
Nel frattempo, e dopo aver ricevuto una lettera misteriosa, Roberta si confronta con Rafita. La giovane coppia sembra nascondere qualcosa che è successo a quella festa nella fattoria di famiglia.
- Ascolti Spagna: telespettatori 1 698 000 – share 10,40%[5].

## La vida que quiero vivir
- Titolo originale: La vida que quiero vivir
- Diretto da: Luis Santamaría
- Scritto da: María López Castaño & Alberto Manzano Ruiz

### Trama
L'apparizione pubblica di una foto di Roberta in atteggiamento poco dignitoso presa alla festa alla fattoria di Rafita Peralta provoca divisioni nel gruppo dei compagni; Da una parte c'è chi sostiene Roberta e dall'altra chi la considera fresca. Un conflitto che esplode quando Macarena finisce per attaccare Margherita in difesa di Roberta. Angela, che era al momento dell'attacco, non ha altra scelta che chiamare Paula, la madre di Macarena. Questo porta a un momento molto difficile per l'insegnante poiché non l'ha più vista dal Fall Dance. D'altra parte, la foto di Roberta fa sì che Teresa, nonostante sia sempre più preoccupata per la notte dell'ambasciata a Lisbona, si schieri e interroghi Roberta su cosa sia realmente accaduto il giorno della festa in fattoria.
- Ascolti Spagna: telespettatori 1 376 000 – share 8,00%[6].

## Una segunda oportunidad
- Titolo originale: Una segunda oportunidad
- Diretto da: Pablo Guerrero
- Scritto da: Alba Lucio

### Trama
Manuela decide di sottoporre gli studenti a un test attitudinale per vedere quale lavoro futuro sarebbe meglio per loro seguire. Dopo aver effettuato il controllo, Candela è molto delusa perché il test le consiglia di non indirizzare i suoi studi alla biologia, a cui vorrebbe dedicarsi. Nel frattempo, Luisa deve fare i conti con i propri sentimenti poiché deve vedere come suo figlio Arcadio inizia una relazione romantica con uno degli studenti dell'Accademia, María Jesús. L'insegnante è molto preoccupata perché suo figlio è sempre stato una persona senza professione o beneficio e lei dubita che sia il miglior partner per María Jesús. Teresa, invece, deve fare i conti con la partenza di Roberta e le conseguenze che questo le ha portato nella sua relazione con Manuela mentre non smette di pensare alla tragica morte del padre.
- Ascolti Spagna: telespettatori 1 342 000 – share 7,80%[7].

## Pienso en mí
- Titolo originale: Pienso en mí
- Diretto da: Mar Olid
- Scritto da: Mario Parra

### Trama
L'accademia riceve questa settimana la visita di María de Maeztu, prestigiosa umanista e pioniera del sistema educativo, che parlerà alle giovani donne dell'importanza dell'Educazione per raggiungere il loro sviluppo personale e la loro indipendenza. Inoltre, Roberta affronterà la realtà di quanto accaduto alla festa e sarà disposta a denunciare Rafita per stupro.
- Ascolti Spagna: telespettatori 1 353 000 – share 7,80%[8].

## La primera y la última palabra
- Titolo originale: La primera y la última palabra
- Diretto da: Luis Santamaría
- Scritto da: María López Castaño

### Trama
Nonostante la facoltà degli insegnanti sostenga Roberta, il processo alla giovane donna per stupro contro Rafita Peralta scuote le fondamenta dell'accademia, perché la stragrande maggioranza dei genitori degli studenti non capisce che l'istituto si è posizionato a favore di uno studente che ha citato in giudizio il primogenito di una delle famiglie più influenti di Siviglia. Manuela, a capo degli insegnanti, cerca di sedare le proteste dei genitori, ma la situazione non sarà facile, soprattutto perché deve sopportare di vedere Martín dopo la loro separazione, poiché nel processo fa da giudice. Roberta, dal canto suo, non si sente del tutto sicura quando si tratta di testimoniare al processo: la giovane si sente non protetta e non ha il sostegno dei genitori per affrontare una situazione del genere.
- Ascolti Spagna: telespettatori 1 575 000 – share 9,90%[9].

## Viacrucis
- Titolo originale: Viacrucis
- Diretto da: Pablo Guerrero
- Scritto da: Alba Lucio

### Trama
Insegnanti e studenti si preparano a trascorrere qualche giorno di vacanza durante le vacanze di Pasqua. Con sorpresa degli insegnanti, Teresa decide di rimanere all'accademia. Dalla festa all'ambasciata di Lisbona, la sua vita è cambiata molto e l'insegnante ha bisogno di tempo per raccogliere i suoi pensieri.
D'altra parte, il fatto che Macarena abbia scoperto la sua relazione con Paula sconvolge Ángela, che, non riuscendo a controllare i suoi sentimenti, schiaffeggia la studentessa in faccia, un piccolo alterco che può mettere a repentaglio il suo rapporto clandestino con Paula. Nel frattempo, durante una passeggiata con il fidanzato Enrique, Flavia scopre che Tomás è stato rinnegato dalla sua stessa famiglia e che ora si guadagna da vivere come fotografo di strada.
- Ascolti Spagna: telespettatori 1 326 000 – share 8,60%[10].

## Déjalo ir
- Titolo originale: Déjalo ir
- Diretto da: Mar Olid
- Scritto da: Mario Parra

### Trama
Un triste evento sconvolge emotivamente la vita di tutti all'Accademia: Alicia, la sorella maggiore di Candela, è morta. La perdita inaspettata e prematura colpisce in modo peculiare Candela, che si comporta come se nulla fosse. I suoi amici, vedendo un comportamento così strano, misero in atto un piano per aiutarla ad accettare la morte di sua sorella.
Nel frattempo, Luisa affronta male il fatto che suo figlio Arcadio voglia vendere la casa di famiglia dove ha vissuto momenti così belli con il suo defunto marito. D'altra parte, Tomás inizia ad adattarsi alla sua nuova vita come assistente di Ramón all'accademia. Allo stesso tempo, Ramón è nervoso all'idea di lasciare il museo con Teresa, e Ángela soffre silenziosamente dell'abbandono di David e dei suoi figli.
- Ascolti Spagna: telespettatori 1 168 000 – share 7,90%[11].

## El espejo en el que me miro
- Titolo originale: El espejo en el que me miro
- Diretto da: Pablo Guerrero
- Scritto da: Mario Parra & Jaime Vaca

### Trama
A causa di un viaggio a Madrid, Manuela lascia l'accademia nelle mani di Luisa. Ma in realtà è tutto una bugia, poiché quello che fa la giovane donna è chiudersi in casa. Il regista non ha alzato la testa da quando ha rimosso Martín dalla sua vita. Intanto, in accademia, Luisa, sopraffatta dal lavoro, chiama l'ex direttrice, Doña Manuela, per aiutarla nella direzione.
La madre di Manuela torna a guidare l'istituto da lei fondato, ma ogni minuto verifica con frustrazione come è cambiato da quando sua figlia ha preso le redini. Luisa cerca però di fargli vedere il lato positivo dei cambiamenti della figlia e le ricorda un'attività che faceva ai suoi tempi e che potrebbe rifare: la scatola del tempo.
Flavia, invece, cerca di nascondere i suoi sentimenti per Tomás ogni volta che lo vede nei corridoi; e Roberta cerca di mettersi in contatto con i suoi genitori, che dopo il processo le sono rimasti lontani.
- Ascolti Spagna: telespettatori 1 180 000 – share 7,90%[12].

## Ser mujer
- Titolo originale: Ser mujer
- Diretto da: Mar Olid
- Scritto da: Alba Lucio

### Trama
A causa di una pubblicità per un rossetto, tutte le studentesse dell'accademia vengono rivoluzionate con i cosmetici, che usano per sentirsi più belle. Tuttavia, María Jesús non si sente più carina, non importa quanto rossetto usi.
Nel frattempo, Angela si sente sempre peggio per non poter stare con i suoi figli, cosa che nota Macarena, che poi parla con sua madre Paula del brutto momento che sta attraversando la sua insegnante. Margherita, invece, cerca di avvicinarsi a Tomás senza sapere che è ancora innamorato di Flavia; nello stesso momento in cui Teresa trova un articolo su un giornale che collega il padre di Roberta al suo stesso padre.
- Ascolti Spagna: telespettatori 1 108 000 – share 8,10%[13].

## Alma máter
- Titolo originale: Alma máter
- Diretto da: Luis Santamaría
- Scritto da: Jaime Vaca & María López Castaño

### Trama
La fine del corso si avvicina e gli insegnanti si incontrano in un chiostro finale. Manuela è preoccupata perché dopo il processo a Roberta molti genitori hanno deciso di ritirare le figlie dall'accademia e non ci sono quasi nuove candidature per il prossimo anno. Indubbiamente, l'Accademia affronta una grave crisi economica che il giovane regista non sa come affrontare.
Flavia, che continua a vivere il suo amore clandestino con Tomás, è rattristato nell'apprendere che non tornerà in accademia l'anno prossimo a causa del suo matrimonio con Enrique.
Luisa considera un cambiamento radicale nella sua vita e Ángela dice addio a Paula per poter continuare con i suoi figli. Roberta chiede a Teresa di andare in vacanza con lei senza sapere che il suo insegnante ha seri sospetti su suo padre.
- Ascolti Spagna: telespettatori 1 265 000 – share 9,90%[14].